# Channel Islands (Californië)
De Channel Islands (Spaans: Archipiélago del Norte) zijn een groep van acht eilanden voor de kust van Californië. De eilanden scheiden het Santa Barbara Channel van de Grote Oceaan. Vijf van deze eilanden zijn beschermd natuurgebied en vallen in het Channel Islands National Park.
De archipel is ongeveer 260 km lang, tussen San Miguel Island in het noorden en San Clemente Island in het zuiden. Het totale oppervlakte van de eilanden bedraagt tegen de 90.000 hectare (900 km²). Het enige eiland met een inwonertal van enige betekenis is Santa Catalina Island, waar de toeristische havenplaats Avalon ligt.

## Eigenschappen
De acht eilanden worden wel in twee groepen verdeeld, een noordelijke en een zuidelijke groep.
- Northern Channel Islands (Noordelijke Californische Kanaaleilanden):
  - San Miguel (38 km² - geen inwoners)
  - Santa Rosa (215 km² - 2 inwoners)
  - Santa Cruz (245 km² - 2 inwoners)
  - Anacapa (3 km² - 3 inwoners)
- Southern Channel Islands (Zuidelijke Californische Kanaaleilanden):
  - Santa Barbara (2,5 km² - geen inwoners)
  - San Nicolas (59 km² - 200 inwoners)
  - Santa Catalina (194 km² - 3696 inwoners)
  - San Clemente (147 km² - 300 inwoners)

Samen wonen er maar 4203 mensen op de eilanden, voornamelijk op het eiland Santa Catalina. De eilanden San Clemente en San Nicolas zijn in gebruik van de United States Navy, die ook op andere eilanden in de archipel installaties heeft. In de Tweede Wereldoorlog waren alle eilanden in de zuidelijke groep gemilitariseerd als voorbereiding op een mogelijke Japanse invasie. De Amerikaanse luchtmacht voerde vanuit San Miguel Island bombardementen uit op Japanse stellingen. Als men de mariniers op San Nicolas Island en San Clemente Island niet meetelt wonen er zo'n 3700 mensen op de eilanden.

## Natuur
De huidige kustlijn van de eilanden ontstond nadat het zeeniveau steeg aan het einde van de laatste ijstijd. De vier noordelijke eilanden vormden eerst een geheel, dat Santa Rosae genoemd wordt.
Tegenwoordig hebben de eilanden een warm, zacht zeeklimaat. Vriezen doet het er bijna nooit en sneeuw blijft alleen zelden op de hogere toppen liggen.
De eilanden San Miguel, Santa Rosa, Santa Cruz, Anacapa en Santa Barbara vallen onder het Channel Islands National Park. Daarnaast is de zee tot 6 zeemijl (11 kilometer) voor de kust van deze eilanden beschermd in het Channel Islands National Marine Sanctuary.